# Liste der Stolpersteine vor Grazer Schulen und Hochschulen
Die Liste der Stolpersteine vor Grazer Schulen und Hochschulen enthält Stolpersteine in der Stadt Graz, die vor dortigen Schulen und Hochschulen verlegt wurden. Stolpersteine erinnern an das Schicksal der Menschen, die von den Nationalsozialisten ermordet, deportiert, vertrieben oder in den Suizid getrieben wurden. Die Stolpersteine wurden von Gunter Demnig gefertigt, viele von ihm persönlich verlegt; Planung, Organisation und Finanzierung erfolgten durch den Verein für Gedenkkultur in Graz, zahlreiche Personen spenden die Verlegung eines Steins.

## Stolpersteine vor Grazer Schulen

### BG / BRG Lichtenfels
Am 17. Juni 2025 wurden vor dem Bundesgymnasium Lichtenfels, Lichtenfelsgasse 3–5, acht Stolpersteine verlegt. Sieben sind einzelnen Schülern gewidmet, bei einem Stolperstein handelt es sich um einen Kopfstein, gewidmet allen jüdischen Schülern der Schule.
| Stolperstein | Inschrift | Name, Leben                                   |
| ------------ | --- | --------------------------------------------- |
|              | IN ERINNERUNG AN DIE JÜDISCHEN OPFER DES NATIONALSOZIALISMUS AM LICHTENFELSGYMNASIUM DIE ENDE DES SCHULJAHRES 1937/38 AUSGESCHLOSSEN WURDEN | Kopfstein für alle Jüdischen Opfer der Schule |
|              | HIER LERNTE WALTER BERGER JG. 1921 FLUCHT 1939 ENGLAND BRITISH ARMY 1943 KRIEGSGEFANGENENSCHAFT 1944 BEFREIT APRIL 1945                     | Walter Berger                                 |
|              | HIER LERNTE HERBERT KANDEL JG. 1926 FLUCHT 1939 BELGIEN RÉSISTANCE 1940 ÖSTERREICHISCHE FREIHEITSBATAILLONE 1944                            | Herbert Kandel                                |
|              | HIER LERNTE FRITZ KRAUS JG. 1923 FLUCHT 1938 TSCHECHOSLOWAKEI DEPORTIERT 1942 THERESIENSTADT 1943 AUSCHWITZ ERMORDET                        | Fritz Kraus                                   |
|              | HIER LERNTE FRITZ KREISEL JG. 1925 KINDERTRANSPORT 1939 ENGLAND BRITISH ARMY 1943                                                           | Fritz Kreisel                                 |
|              | HIER LERNTE GEORG KREISEL JG. 1923 KINDERTRANSPORT 1939 ENGLAND BRITISH NAVY 1943                                                           | Georg Kreisel                                 |
|              | HIER LERNTE ERNST ROSNER JG. 1926 FLUCHT 1939 FRANKREICH RÉSISTANCE 1944                                                                    | Ernst Rosner                                  |
|              | HIER LERNTE OTHMAR ’OTTO’ SILBERSTEIN JG. 1920 FLUCHT 1939 ENGLAND, AUSTRALIEN AUSTRALIAN ARMY 1942                                         | Otmar Silberstein                             |

### BG / BRG Oeversee
Vor dem BG / BRG in der Oeverseegasse 28 wurden 28 Stolpersteine verlegt. 27 sind einzelnen Schülern gewidmet, bei einem Stolperstein handelt es sich um einen Kopfstein, gewidmet allen jüdischen Schülern der Schule.
| Stolperstein | Inschrift | Name, Leben                                               |
| ------------ | --- | --------------------------------------------------------- |
|              | SIE WAREN MITSCHÜLER WURDEN DER SCHULE VERWIESEN 1938 SIE WAREN JUDEN                                                                                          | Titelstein zu 27 Stolpersteinen für 27 Schüler der Schule |
|              | HIER LERNTE FRANZ ADLER JG. 1922 FLUCHT | Franz Adler                                               |
|              | HIER LERNTE ERICH BONYHADY JG. 1923 FLUCHT 1939 ENGLAND AUSTRALIEN                                                                                             | Erich Bonyhady                                            |
|              | HIER LERNTE HANS BERNHARD BRAUN JG. 1924 FLUCHT ENGLAND 1940 USA                                                                                               | Hans Bernhard Braun                                       |
|              | HIER LERNTE ALFRED DEUTSCH JG. 1923 FLUCHT | Alfred Deutsch                                            |
|              | HIER LERNTE EDGAR 'EDI' DÜDNER JG. 1921 UNFREIWILLIG VERZOGEN 1939 WIEN FLUCHT FRANKREICH INTERNIERT SEPTFONDS, DRANCY DEPORTIERT 31.8.1942 AUSCHWITZ ERMORDET | Edgar Düdner                                              |
|              | HIER LERNTE ARTUR EIBUSCHÜTZ JG. 1926 FLUCHT | Artur Eibuschütz                                          |
|              | HIER LERNTE KURT EISLER JG. 1922 FLUCHT 1938 PALÄSTINA | Kurt Eisler                                               |
|              | HIER LERNTE LEOPOLD ENIS JG. 1925 FLUCHT | Leopold Enis                                              |
|              | HIER LERNTE RUDOLF FLEISCHHACKER JG. 1925 FLUCHT | Rudolf Fleischhacker                                      |
|              | HIER LERNTE ERNST JAGODA JG. 1927 FLUCHT PALÄSTINA | Ernst Jagoda                                              |
|              | HIER LERNTE OTTO GÜNTER KLEIN JG. 1923 FLUCHT 1940 PALÄSTINA                                                                                                   | Otto Günter Klein                                         |
|              | HIER LERNTE KLEMENS LANDAU JG. 1926 FLUCHT PALÄSTINA | Klemens Landau                                            |
|              | HIER LERNTE KURT LANDSKRONER JG. 1927 FLUCHT 1939 ENGLAND | Kurt Landskroner                                          |
|              | HIER LERNTE HELMUT NEUFELD JG. 1926 FLUCHT 1939 ENGLAND | Helmut Neufeld                                            |
|              | HIER LERNTE KARL WALTER NEUFELD JG. 1924 FLUCHT 1939 ENGLAND                                                                                                   | Karl Walter Neufeld                                       |
|              | HIER LERNTE AXEL ROSENBERGER JG. 1922 FLUCHT | Axel Rosenberger                                          |
|              | HIER LERNTE LEO ROTH JG. 1921 KINDERTRANSPORT 1938 ENGLAND 1940 AUSTRALIEN 1941 SHANGHAI                                                                       | Leo Roth                                                  |
|              | HIER LERNTE MAX SCHÖN JG. 1923 FLUCHT | Max Schön                                                 |
|              | HIER LERNTE ROBERT SCHWARZ JG. 1926 FLUCHT | Robert Schwarz                                            |
|              | HIER LERNTE OTMAR SILBERSTEIN JG. 1921 'SCHUTZHAFT' 1938 DACHAU ENTLASSEN 23.12.1938 FLUCHT 1939 ENGLAND USA                                                   | Otmar Silberstein                                         |
|              | HIER LERNTE WALTER STEIN JG. 1924 FLUCHT | Walter Stein                                              |
|              | HIER LERNTE FRITZ STRAUSS JG. 1922 FLUCHT | Fritz Strauss                                             |
|              | HIER LERNTE KURT WEINBERGER JG. 1927 FLUCHT 1939 PALÄSTINA | Kurt Weinberger                                           |
|              | HIER LERNTE EGON HANS WEISS JG. 1925 FLUCHT | Egon Hans Weiss                                           |
|              | HIER LERNTE FRITZ GERHARD WEISS JG. 1926 FLUCHT | Fritz Gerhard Weiss                                       |
|              | HIER LERNTE KARL LEOPOLD WOLF JG. 1928 FLUCHT 1939 ITALIEN, ZYPERN PALÄSTINA ÄGYPTEN, TANGANYIKA 1943 KENIA                                                    | Karl Leopold Wolf                                         |
|              | HIER LERNTE MAX WULKAN JG. 1924 FLUCHT | Max Wulkan                                                |

### HAK Grazbachgasse
Vor der HAK in der Grazbachgasse 71 wurden 20 Stolpersteine verlegt. 19 sind einzelnen Schülern gewidmet, bei einem Stolperstein handelt es sich um einen Kopfstein, gewidmet allen jüdischen Schülern, die Opfer des Nationalsozialismus wurden.
| Stolperstein | Inschrift                                                                                            | Name, Leben                                   |
| ------------ | --- | --------------------------------------------- |
|              | IN ERINNERUNG AN DIE JÜDISCHEN OPFER DES NATIONALSOZIALISMUS AN UNSERER SCHULE IM JAHR 1937 / 1938   | Titelstein für die Jüdischen Opfer der Schule |
|              | HIER LERNTE ROBERT AGLAR GEBOREN 1923 FLUCHT 1938 PALÄSTINA                                          | Robert Aglar                                  |
|              | HIER LERNTE STEFAN PISTA BALOG GEBOREN 1919 SCHICKSAL UNBEKANNT                                      | Stefan Pista Balog                            |
|              | HIER LERNTE SIEGFRIED BAUMGARTNER JG. 1921 SCHICKSAL UNBEKANNT                                       | Siegfried Baumgartner                         |
|              | HIER LERNTE ALFRED BLÜH GEBOREN 1922 FLUCHT 1939 JUGOSLAWIEN, PALÄSTINA 1943 ÄGYPTEN                 | Alfred Blüh                                   |
|              | HIER LERNTE HARRY BRADY GEBOREN 1922 FLUCHT 1938 PALÄSTINA                                           | Harry Brady                                   |
|              | HIER LERNTE LUCY HERMANN GEBOREN 1919 SCHICKSAL UNBEKANNT                                            | Lucy Hermann                                  |
|              | HIER LERNTE FRANZ HORVATH GEBOREN 1919 FLUCHT 1938 UNGARN SCHICKSAL UNBEKANNT                        | Franz Horvath                                 |
|              | HIER LERNTE HEINRICH KISSMANN JG. 1922 1938 FLUCHT USA                                               | Heinrich Kissmann                             |
|              | HIER LERNTE HENRIETTE KLUGMANN GEBOREN 1923 FLUCHT 1939 POLEN ERMORDET 1942 SNIATYN                  | Henriette Klugmann                            |
|              | HIER LERNTE SANDOR KOVACS GEBOREN 1919 SCHICKSAL UNBEKANNT                                           | Sandor Kovacs                                 |
|              | HIER LERNTE JOHANN LATZER GEBOREN 1922 FLUCHT PALÄSTINA                                              | Johann Latzer                                 |
|              | HIER LERNTE HELENE MANDEL GEBOREN 1920 SCHICKSAL UNBEKANNT                                           | Helene Mandel                                 |
|              | HIER LERNTE GERTRUDE NASCH JG. 1921 FLUCHT PALÄSTINA                                                 | Gertrude Nasch                                |
|              | HIER LERNTE JAKOB SCHWARZ GEBOREN 1923 FLUCHT 1938 PALÄSTINA                                         | Jakob Schwarz                                 |
|              | HIER LERNTE SONJA SOMMER GEBOREN 1920 SCHICKSAL UNBEKANNT                                            | Sonja Sommer                                  |
|              | HIER LERNTE JOHANN STRAUSS JG. 1922 1938 INTERNIERT KZ DACHAU 1938 FLUCHT PALÄSTINA 1941 USA         | Johann Strauss                                |
|              | HIER LERNTE JANOS VAJDA GEBOREN 1919 DEPORTIERT 1944 MÜHLDORFER HART ERMORDET 1945                   | Janos Vajda                                   |
|              | HIER LERNTE HANS LEOPOLD WECHSLER GEBOREN 1920 UNFREIWILLIG VERZOGEN 1938 WIEN FLUCHT 1939 PALÄSTINA | Hans Leopold Wechsler                         |
|              | HIER LERNTE HEINZ HEINRICH WECHSLER JG. 1920 UNFREIWILLIG VERZOGEN 1938 WIEN FLUCHT 1939 PALÄSTINA   | Heinz Heinrich Wechsler                       |

### Odilien-Blindeninstitut
Vor dem Odilien-Blindeninstitut, Leonhardstraße 130, wurden zwei Stolpersteine verlegt, einer davon in Braille-Blindenschrift.
| Stolperstein | Inschrift | Name, Leben                                                           |
| ------------ | --- | --------------------------------------------------------------------- |
|              | HIER WOHNTE IRENE RANSBURG JG. 1898 VERHAFTET 21.9.1944 DEPORTIERT 1944 THERESIENSTADT ERMORDET 23.10.1944 AUSCHWITZ-BIRKENAU | Irene Ransburg verlor mit 16 im Jahr 1915 Augenlicht und Hörvermögen. |

## Stolpersteine vor Grazer Hochschulen

### Pädagogische Hochschule Steiermark
Vor der Pädagogische Hochschule Steiermark, Hasnerplatz 12, wurden drei Stolpersteine verlegt.()
| Stolperstein | Inschrift | Name, Leben       |
| ------------ | --- | ----------------- |
|              | HIER LEHRTE OTHMAR SCHRAUHSER JG. 1906 IM WIDERSTAND / KPÖ VERHAFTET 31.7.1941 VERURTEILT GRAZ 1.8.1942 ’HOCHVERRAT’ HINGERICHTET 2.12.1942 WIEN LANDESGERICHT I | Othmar Schrauhser |
|              | HIER LEHRTE VALESKA TÜRNER JG. 1888 IM WIDERSTAND / KPÖ VERHAFTET 27.9.1938 LICHTENBURG RAVENSBRÜCK ’VERLEGT’ 1942 BERNBURG ERMORDET 7.2.1942                    | Valeska Türner    |
|              | HIER LEHRTE RICHARD ZACH JG. 1919 IM WIDERSTAND/ KPÖ VERHAFTET 31.10.1941 VERURTEILT 17.8.1942 HINGERICHTET 27.1.1943                                            | Richard Zach      |

### Medizinische Universität Graz
Auf dem Gelände der Medizinischen Universität Graz, bzw. dem LKH-Universitätsklinikum Graz, Auenbruggenplatz 1, wurden insgesamt 40 Stolpersteine verlegt, 39 sind einzelnen Opfern gewidmet, des Weiteren wurde ein Kopfstein verlegt.
| Stolperstein | Inschrift | Name, Leben                                     |
| ------------ | --- | ----------------------------------------------- |
|              | IN ERINNERUNG AN39 STUDIERENDE DER MEDIZIN 1938 DER UNIVERSITÄT VERWIESEN | Kopfstein zu 39 Stolpersteinen für 39 Studenten |
|              | HIER STUDIERTE LITMAN ALTMAN JG. 1911 VON DER UNIVERSITÄT VERWIESEN 1938 SCHICKSAL UNBEKANNT                                                                                 | Litman Altman                                   |
|              | HIER STUDIERTE GEORG BARABÁS JG. 1915 VON DER UNIVERSITÄT VERWIESEN 1938 SCHICKSAL UNBEKANNT                                                                                 | Georg Barabás                                   |
|              | HIER STUDIERTE KURT BERMANN JG. 1919 VON DER UNIVERSITÄT VERWIESEN 1938 FLUCHT 1938 PALÄSTINA                                                                                | Kurt Bermann                                    |
|              | HIER STUDIERTE ISRAEL-JOEL CYGIELMAN JG. 1910 VON DER UNIVERSITÄT VERWIESEN 1938 FLUCHT 1939 PALÄSTINA                                                                       | Israel-Joel Cygielman                           |
|              | HIER STUDIERTE ERWIN FEUERSTEIN JG. 1915 VON DER UNIVERSITÄT VERWIESEN 1938 FLUCHT 1938 POLEN SCHICKSAL UNBEKANNT                                                            | Erwin Feuerstein                                |
|              | HIER STUDIERTE HENRYK EISIG FISCH JG. 1911 VON DER UNIVERSITÄT VERWIESEN 1938 FLUCHT 1938 POLEN SCHICKSAL UNBEKANNT                                                          | Henryk Eisig Fisch                              |
|              | HIER STUDIERTE SALO FISCHER JG. 1910 VON DER UNIVERSITÄT VERWIESEN 1938 FLUCHT 1938 RUMÄNIEN GHTTO JAMPIL BEFREIT MÄRZ 1944                                                  | Salo Fischer                                    |
|              | HIER STUDIERTE EUGEN GANZ JG. 1912 VON DER UNIVERSITÄT VERWIESEN 1938 FLUCHT 1938 UNGARN SCHICKSAL UNBEKANNT                                                                 | Eugen Ganz                                      |
|              | HIER STUDIERTE KOLMAN GORDIN JG. 1909 VON DER UNIVERSITÄT VERWIESEN 1938 FLUCHT 1938 POLEN BIELSKI-PARTISANEN ÜBERLEBT                                                       | Kolman Gordin                                   |
|              | HIER STUDIERTE ISTVÁN HAMVAS JG. 1913 VON DER UNIVERSITÄT VERWIESEN 1938 FLUCHT 1938 UNGARN SCHICKSAL UNBEKANNT                                                              | István Hamvas                                   |
|              | HIER STUDIERTE RUDOLF HENNEFELD JG. 1917 VON DER UNIVERSITÄT VERWIESEN 1938 FLUCHT 1938 SCHWEIZ 1939 SHANGHAI                                                                | Rudolf Hennefeld                                |
|              | HIER STUDIERTE HANS HERLINGER JG. 1915 VON DER UNIVERSITÄT VERWIESEN 1938 VERHAFTET MÄRZ 1938 GEFÄNGNIS GRAZ-PAULUSTOR FLUCHT 1938 ITALIEN, MALTA 1940 PALÄSTINA 1941 UGANDA | Hans Herlinger                                  |
|              | HIER STUDIERTE IZRAEL HOCHMANN JG. 1911 VON DER UNIVERSITÄT VERWIESEN 1938 FLUCHT 1938 POLEN ÜBERLEBT                                                                        | Izrael Hochmann                                 |
|              | HIER STUDIERTE LISBETH HOCHSINGER JG. 1918 VON DER UNIVERSITÄT VERWIESEN 1938 FLUCHT 1938 ENGLAND                                                                            | Lisbeth Hochsinger                              |
|              | HIER STUDIERTE LADISLAUS KOHN JG. 1912 VON DER UNIVERSITÄT VERWIESEN 1938 FLUCHT 1938 JUGOSLAWIEN SCHICKSAL UNBEKANNT                                                        | Ladislaus Kohn                                  |
|              | HIER STUDIERTE ZDENKO KRAUS JG. 1914 VON DER UNIVERSITÄT VERWIESEN 1938 FLUCHT 1938 TSCHECHOSLOWAKEI JUGOSLAWIEN TITO-PARTISANEN ÜBERLEBT                                    | Zdenko Kraus                                    |
|              | HIER STUDIERTE KURT KUNEWÄLDER JG. 1912 VON DER UNIVERSITÄT VERWIESEN 1938 FLUCHT 1938 1940 USA                                                                              | Kurt Kunewälder                                 |
|              | HIER STUDIERTE SIBYLLE LICHTENSTEIN GEB. TARTER JG. 1912 VON DER UNIVERSITÄT VERWIESEN 1938 FLUCHT 1938 PALÄSTINA                                                            | Sibylle Lichtenstein                            |
|              | HIER STUDIERTE VIKTOR LOEWI JG. 1913 VON DER UNIVERSITÄT VERWIESEN 1938 VERHAFTET MÄRZ 1938 GEFÄNGNIS GRAZ-PAULUSTOR FLUCHT 1938 ENGLAND                                     | Viktor Loewi                                    |
|              | HIER STUDIERTE KARL LÖWINGER JG. 1915 VON DER UNIVERSITÄT VERWIESEN 1938 FLUCHT 1938 UNGARN SCHICKSAL UNBEKANNT                                                              | Karl Löwinger                                   |
|              | HIER STUDIERTE ALOIS MANDEL JG. 1917 VON DER UNIVERSITÄT VERWIESEN 1938 FLUCHT 1938 PALÄSTINA                                                                                | Alois Mandel                                    |
|              | HIER STUDIERTE SIEGMUND MARKUS JG. 1915 VON DER UNIVERSITÄT VERWIESEN 1938 FLUCHT 1938 SCHICKSAL UNBEKANNT                                                                   | Siegmund Markus                                 |
|              | HIER STUDIERTE MAKS PAJEWSKI JG. 1918 VON DER UNIVERSITÄT VERWIESEN 1938 FLUCHT PALÄSTINA                                                                                    | Maks Pajewski                                   |
|              | HIER STUDIERTE EUGEN PILLISCHER JG. 1912 VON DER UNIVERSITÄT VERWIESEN 1938 FLUCHT JUGOSLAWIEN ZWANGSARBEITERBATALLION ERMORDET 1944                                         | Eugen Pillischer                                |
|              | HIER STUDIERTE OTTO POLLAK JG. 1915 VON DER UNIVERSITÄT VERWIESEN 1938 VERHAFTET MÄRZ 1938 GEFÄNGNIS GRAZ-PAULUSTOR FLUCHT 1938 PALÄSTINA                                    | Otto Pollak                                     |
|              | HIER STUDIERTE ERNST RACHMUTH JG. 1914 VON DER UNIVERSITÄT VERWIESEN 1938 FLUCHT 1938 RUMÄNIEN VERHAFTET OKT. 1941 GHETTO MOHYLIW-PODILSKYJ ERMORDET 1942                    | Ernst Rachmuth                                  |
|              | HIER STUDIERTE ADELA REICH JG. 1909 VON DER UNIVERSITÄT VERWIESEN 1938 FLUCHT 1938 POLEN GHETTO BARANAWITSCHY ERMORDET 1942                                                  | Adela Reich                                     |
|              | HIER STUDIERTE ISTVÁN REICH JG. 1909 VON DER UNIVERSITÄT VERWIESEN 1938 FLUCHT 1939 UNGARN DEPORTIERT 7.12.1944 FLOSSENBÜRG, HERSBRUCK 1945 DACHAU BEFREIT                   | István Reich                                    |
|              | HIER STUDIERTE DAVID SALOMON RISS JG. 1890 VON DER UNIVERSITÄT VERWIESEN 1938 FLUCHT 1940 USA                                                                                | David Salomon Riss                              |
|              | HIER STUDIERTE FRITZ RÖHR JG. 1914 VON DER UNIVERSITÄT VERWIESEN 1938 FLUCHT 1938 PALÄSTINA                                                                                  | Fritz Röhr                                      |
|              | HIER STUDIERTE FRIEDRICH ROSENRAUCH JG. 1919 VON DER UNIVERSITÄT VERWIESEN 1938 FLUCHT 1938 ÜBERLEBT                                                                         | Friedrich Rosenrauch                            |
|              | HIER STUDIERTE HANS ROTTENSTEIN JG. 1913 VON DER UNIVERSITÄT VERWIESEN 1938 FLUCHT 1938 SHANGHAI                                                                             | Hans Rottenstein                                |
|              | HIER STUDIERTE ERNA SCHECK JG. 1909 VON DER UNIVERSITÄT VERWIESEN 1938 FLUCHT 1938 SCHICKSAL UNBEKANNT                                                                       | Erna Scheck                                     |
|              | HIER STUDIERTE GEORG SCHOSSBERGER JG. 1914 VON DER UNIVERSITÄT VERWIESEN 1938 FLUCHT 1938 JUGOSLAWIEN SCHICKSAL UNBEKANNT                                                    | Georg Schossberger                              |
|              | HIER STUDIERTE LADISLAUS SCHWARZ JG. 1915 VON DER UNIVERSITÄT VERWIESEN 1938 FLUCHT 1938 JUGOSLAWIEN ERMORDET                                                                | Ladislaus Schwarz                               |
|              | HIER STUDIERTE NORMAN SHEFRIN JG. 1910 VON DER UNIVERSITÄT VERWIESEN 1938 FLUCHT 1938 USA                                                                                    | Norman Shefrin                                  |
|              | HIER STUDIERTE GRETE SINGER GEB. BENDINER JG. 1916 VON DER UNIVERSITÄT VERWIESEN 1938 FLUCHT 1938 TSCHECHOSLOWAKEI 1939 POLEN, UDSSR IM WIDERSTAND                           | Grete Singer                                    |
|              | HIER STUDIERTE GUSTAV SINGER JG. 1914 VON DER UNIVERSITÄT VERWIESEN 1938 FLUCHT 1938 TSCHECHOSLOWAKEI 1939 POLEN, UDSSR IM WIDERSTAND                                        | Gustav Singer                                   |
|              | HIER STUDIERTE SZYJA TYGER JG. 1907 VON DER UNIVERSITÄT VERWIESEN 1938 FLUCHT 1938 POLEN SCHICKSAL UNBEKANNT                                                                 | Szyja Tyger                                     |

### Universität Graz
Auf dem Gelände der Universität Graz wurden insgesamt sechzehn Stolpersteine verlegt, fünfzehn sind einzelnen Opfern gewidmet, des Weiteren wurde ein Kopfstein verlegt, der 46 Opfern der Universität gewidmet ist.
| Hauptgebäude                                        | |                                                                                   |
|                                                     | IN ERINNERUNG AN 49 STUDIERENDE UND 5 LEHRENDE, DIE 1938 VON DER UNIVERSITÄT VERWIESEN WURDEN                                            |                                                                                   |
|                                                     | HIER STUDIERTE GISELA KAUFMANN JG. 1907 VON DER UNIVERSITÄT VERWIESEN 1938 ZWANGSUMZUG 1938 ISRAELIT. BLINDENINSTITUT WIEN TOT 3.10.1941 | Gisela Kaufmann                                                                   |
|                                                     | HIER STUDIERTE TRUDE LANG JG. 1915 VON DER UNIVERSITÄT VERWIESEN 1938 FLUCHT 1938 SCHWEIZ 1939 ENGLAND                                   | Trude Lang                                                                        |
|                                                     | HIER LEHRTE FRANZ SCHEHL JG. 1898 VON DER UNIVERSITÄT VERWIESEN 1938 FLUCHT 1939 ENGLAND 1940 USA                                        | Franz Schehl                                                                      |
| Altes Chemie-Institut                               | |                                                                                   |
|                                                     | HIER STUDIERTE GERHARD HAUSHALTER JG. 1918 VON DER UNIVERSITÄT VERWIESEN 1938 FLUCHT 1938 PALÄSTINA                                      | Gerhard Haushalter                                                                |
|                                                     | HIER STUDIERTE ELLY WITROFSKY GEB. FEUERSTEIN JG. 1899 VON DER UNIVERSITÄT VERWIESEN 1938 FLUCHT 1938 KANADA                             | Ellen Witrofsky                                                                   |
| Altes Pharmakologie-Institut                        | |                                                                                   |
|                                                     | HIER LEHRTE OTTO LOEWI JG. 1873 VON DER UNIVERSITÄT VERWIESEN 1938 [...]                                                                 | Otto Loewi, Juli 2025 wegen Bauarbeiten nicht verlegt, sondern gelagert           |
|                                                     | HIER LEHRTE KONSTANTIN RADAKOVIĆ JG. 1894 VON DER UNIVERSITÄT VERWIESEN 1938 [...]                                                       | Konstantin Radaković, Juli 2025 wegen Bauarbeiten nicht verlegt, sondern gelagert |
| Altes Physik-Institut (Haupteingang)                | |                                                                                   |
|                                                     | HIER STUDIERTE WOLFGANG HEPNER JG. 1916 VON DER UNIVERSITÄT VERWIESEN 1938 FLUCHT 1939 ENGLAND, PALÄSTINA                                | Wolfgang Hepner                                                                   |
| Altes Physik-Institut (Seiteneingang Halbärthgasse) | |                                                                                   |
|                                                     | HIER LEHRTE DAVID HERZOG JG. 1869 VON DER UNIVERSITÄT VERWIESEN 1938 [...]                                                               | David Herzog                                                                      |
|                                                     | HIER STUDIERTE ISAK HIRSCH JG. 1908 VON DER UNIVERSITÄT VERWIESEN 1938 [...]                                                             | Isak Hirsch                                                                       |
| Universitätsbibliothek                              | |                                                                                   |
|                                                     | HIER STUDIERTE HELMUT BADER JG. 1915 VON DER UNIVERSITÄT VERWIESEN 1938 VERHAFTET NOV. 1938 DACHAU FLUCHT 1938 PALÄSTINA                 | Helmut Bader                                                                      |
|                                                     | HIER STUDIERTE BERTHOLD FLEISSIG JG. 1913 VON DER UNIVERSITÄT VERWIESEN 1938 FLUCHT 1938 PALÄSTINA                                       | Berthold Fleissig                                                                 |
|                                                     | HIER STUDIERTE GEORG HENDEL JG. 1872 VON DER UNIVERSITÄT VERWIESEN 1938 ZWANGSUMZUG SENIORENHEIM WIEN TOT 30.12.1940                     | Georg Hendel                                                                      |
|                                                     | HIER STUDIERTE KURT KASNER JG. 1913 VON DER UNIVERSITÄT VERWIESEN 1938 FLUCHT 1938 SCHWEIZ                                               | Kurt Kasner                                                                       |
|                                                     | HIER STUDIERTE JOSEF MARKUS JG. 1913 VON DER UNIVERSITÄT VERWIESEN 1938 FLUCHT 1938 SCHWEIZ                                              | Josef Markus                                                                      |

## Verlegedaten
- 16. August 2016: Odilien-Blindeninstitut[3][4]
- 27. Juni 2017: Bundesgymnasium und Bundesrealgymnasium Oeversee, prominente Teilnehmer: Landtagspräsidentin Bettina Vollath, Stadtrat Günter Riegler
- 19. September 2019: Pädagogische Hochschule Hasnerplatz
- 29. September 2022: HAK Grazbachgasse
- 24. Oktober 2023, an der Universität Graz. Beginnend vor dem Hauptgebäude, Universitätsplatz 3.
- 13. September 2024: Odilien-Blindeninstitut - Umbettung des Braille-Stolpersteines in einen Granitquader zur besseren Abtasbarkeit/Lesbarkeit
- 17. Juni 2025: BG / BRG Lichtenfels